# Warriors (canção de Imagine Dragons)
"Warriors" é uma canção da banda norte-americana de rock Imagine Dragons para o League of Legends 2014 World Championship. A canção é a música oficial da Copa do Mundo de Futebol Feminino de 2015. Além disso, foi usada como tema oficial para o WWE Survivor Series (2015) e é destaque no filme The Divergent Series: Insurgent (2015).

## Lançamento
A canção foi originalmente lançada pela primeira vez como single em 18 de setembro de 2014.
Em 2015, a canção também faz parte da edição deluxe internacional do álbum Smoke + Mirrors, da banda  Imagine Dragons.

## Uso na mídia
Em 2017, a música foi utilizada como tema do filme Mulher-Maravilha, dirigido por Patty Jenkins, nos trailers para divulgação do filme.
Em janeiro de 2020, a dupla 2WEI, uma equipe de compositores fundada por Christian Vorländer e Simon Heeger na cidade de Hamburgo na Alemanha, gravou uma versão reproduzida musicalmente da canção com a voz de Edda Hayes, adicionando o uso de melodia de sintetizadores e bateria na sua nova produção musical. Essa mesma versão também foi usada na temporada 2020 Cinematic do jogo League of Legends.

## Posições nas paradas
| Paradas                                                   | Posições |
| --------------------------------------------------------- | -------- |
| Alemanha (Official German Charts)                         | 58       |
| Áustria (Ö3 Austria Top 40)                               | 56       |
| Canadá (Canadian Hot 100)                                 | 60       |
| Eslováquia (Singles Digitál Top 100)                      | 29       |
| Estados Unidos Bubbling Under Hot 100 Singles (Billboard) | 2        |
| Estados Unidos Hot Rock Songs (Billboard)                 | 10       |
| França (SNEP)                                             | 48       |
| Hungria (Single Top 40)                                   | 34       |
| Irlanda (IRMA)                                            | 80       |
| Letónia (European Hit Radio)                              | 33       |
| Noruega (VG-lista)                                        | 27       |
| Países Baixos (Single Top 100)                            | 66       |
| Portugal Digital Songs (Billboard)                        | 13       |
| Reino Unido Singles (Official Charts Company)             | 54       |
| República Tcheca (Singles Digitál Top 100)                | 18       |
| Suécia (Sverigetopplistan)                                | 7        |

## Certificações
| Região                | Certificação | Vendas |
| --------------------- | ------------ | ------ |
| Noruega (IFPI Norway) | Platina      | 10,000 |